# Ahaetulla prasina
Espèce
Synonymes
- Dryophis prasinus Boie, 1827
- Tragops xanthozonius Duméril & Bibron, 1854
- Dryophis preocularis Taylor, 1922
- Dryophis prasinus chinensis Mell, 1930

Statut de conservation UICN

 LC  : Préoccupation mineure
Ahaetulla prasina  est une espèce de serpents de la famille des Colubridae.
C'est un serpent liane venimeux mais son venin est habituellement non dangereux pour l'Homme.

## Répartition
Cette espèce se rencontre sur un vaste territoire couvrant la Birmanie, le Bangladesh, le Bhoutan, le Brunei, le Cambodge, une partie de la Chine (Hong Kong et une zone allant de l'ouest des provinces de Guizhou et du Yunnan jusqu'au sud-est du Xizang), les États d'Arunachal Pradesh, d'Assam et du Sikkim en Inde, l'Indonésie, le Laos, la Malaisie, les Philippines, Singapour, la Thaïlande et le Viêt Nam.

## Description
Ahaetulla prasina est une espèce de serpent essentiellement diurne.
Ce serpent peut mesurer jusqu'à 1,8 m mais son corps est très mince.

Sa coloration peut être très variable : verte, grise, jaune ou  brune.... Mais sa couleur habituelle est, comme l'indique son nom en langue thaïlandaise (งูเขียวหัวจิ้งจก /ngu khieow hua jingjok / serpent vert à tête de lézard), la couleur verte. 

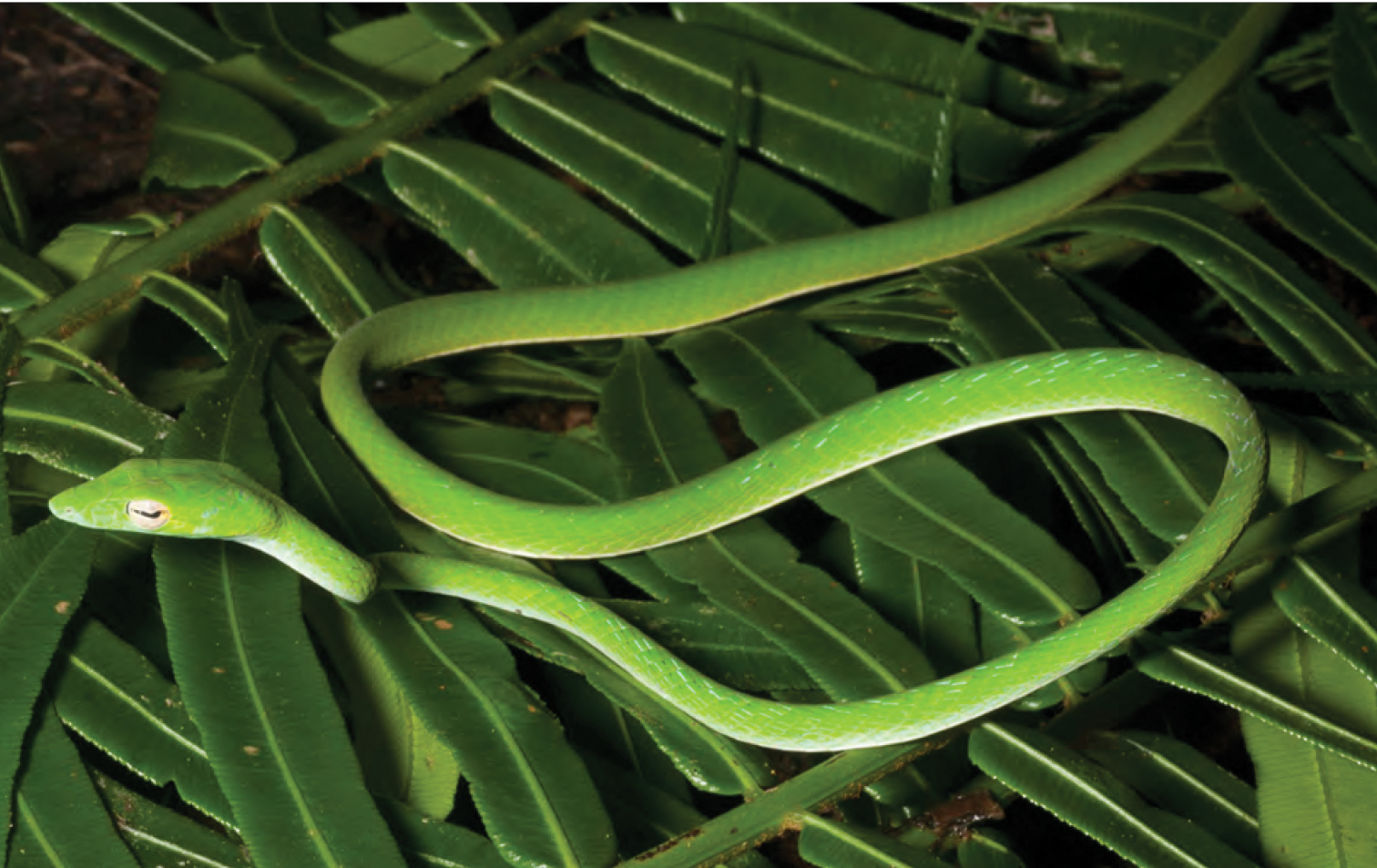
"Vert", île de Luçon, Philippines
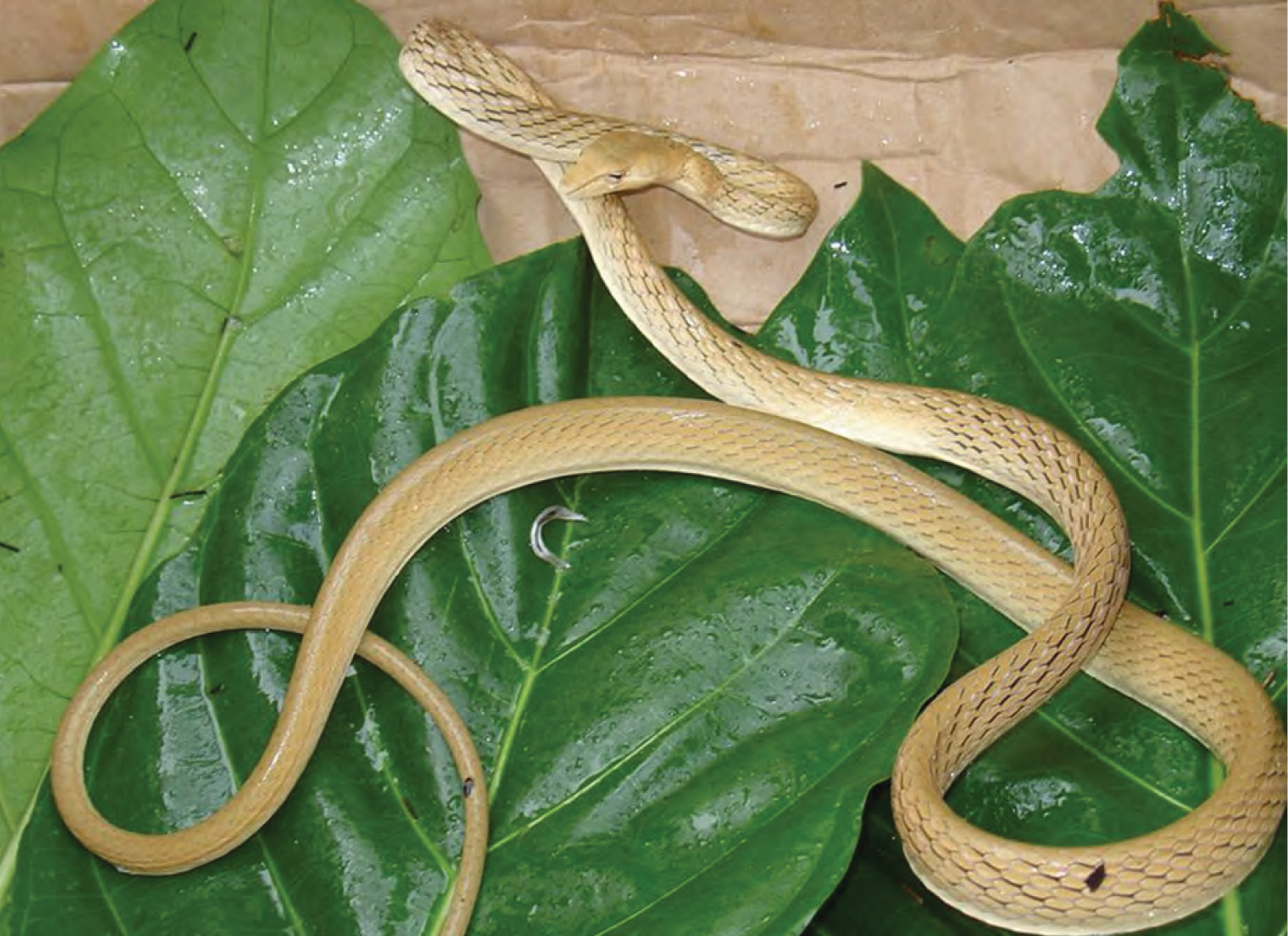
"Jaune", île de Luçon, Philippines
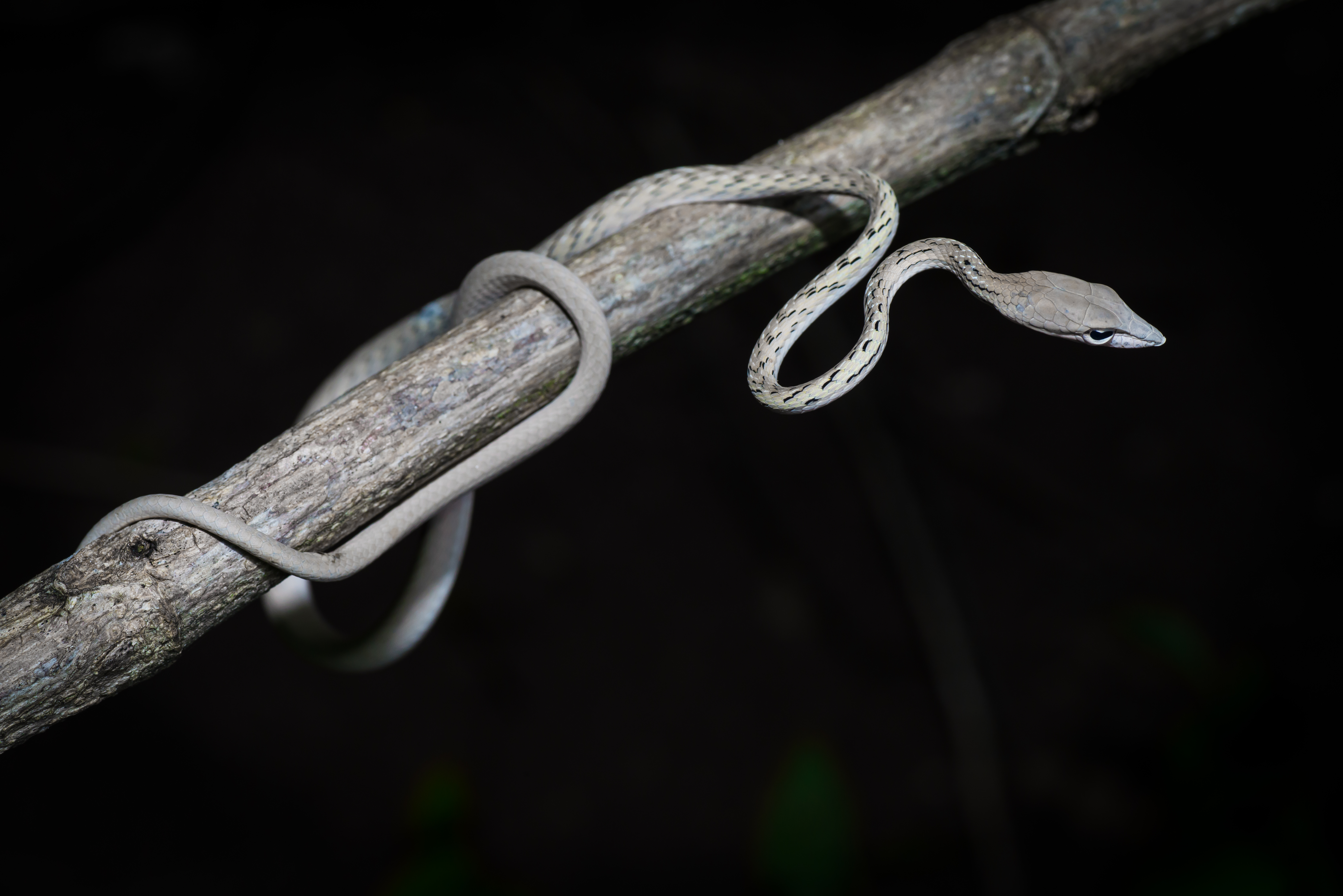
"Blanc", parc national de Khao Yai, Thaïlande
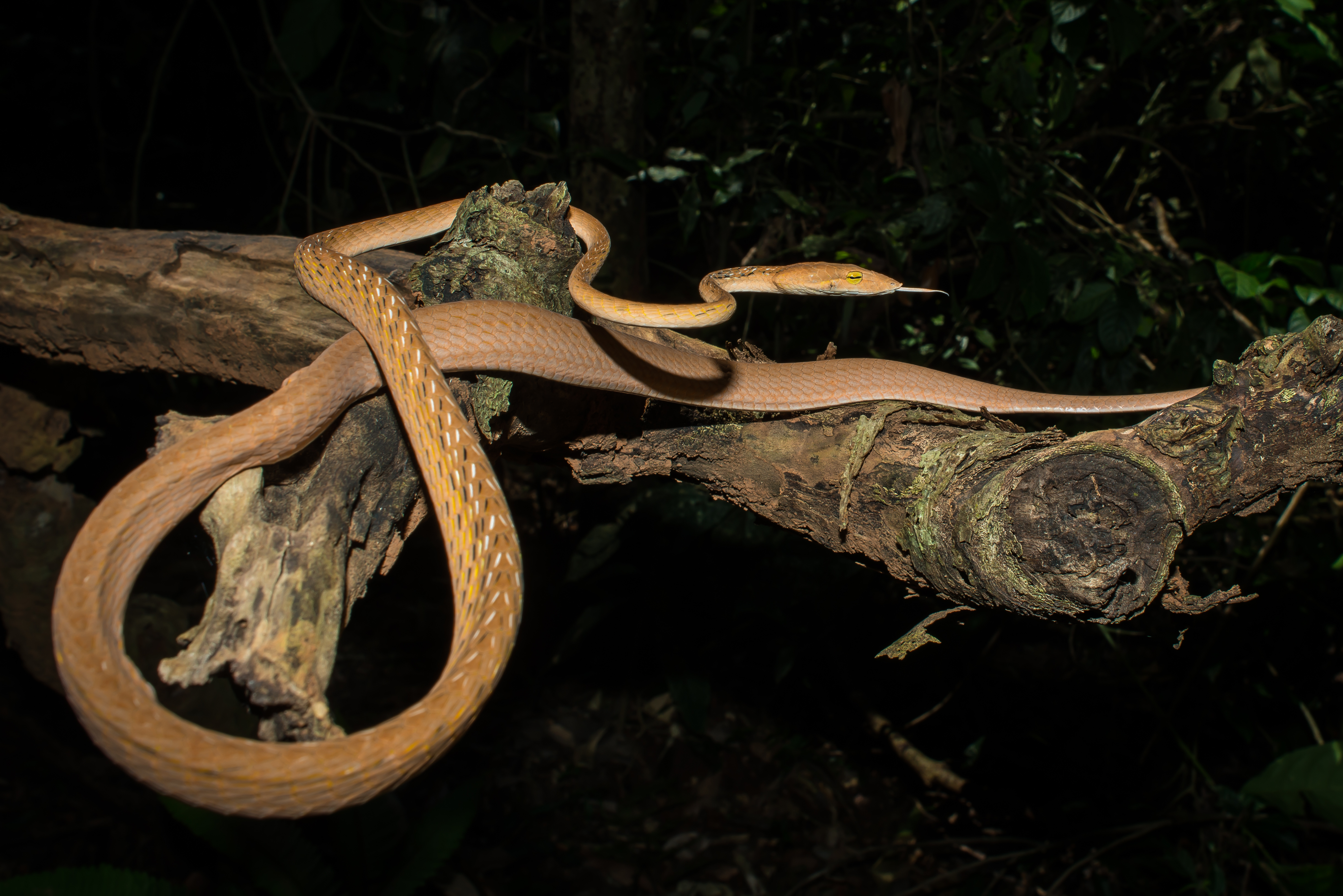
"Orange", parc national de Khao Yai, Thaïlande

Cette espèce a la particularité de pouvoir ouvrir la gueule à 180°.

## Alimentation
C'est un serpent carnivore.

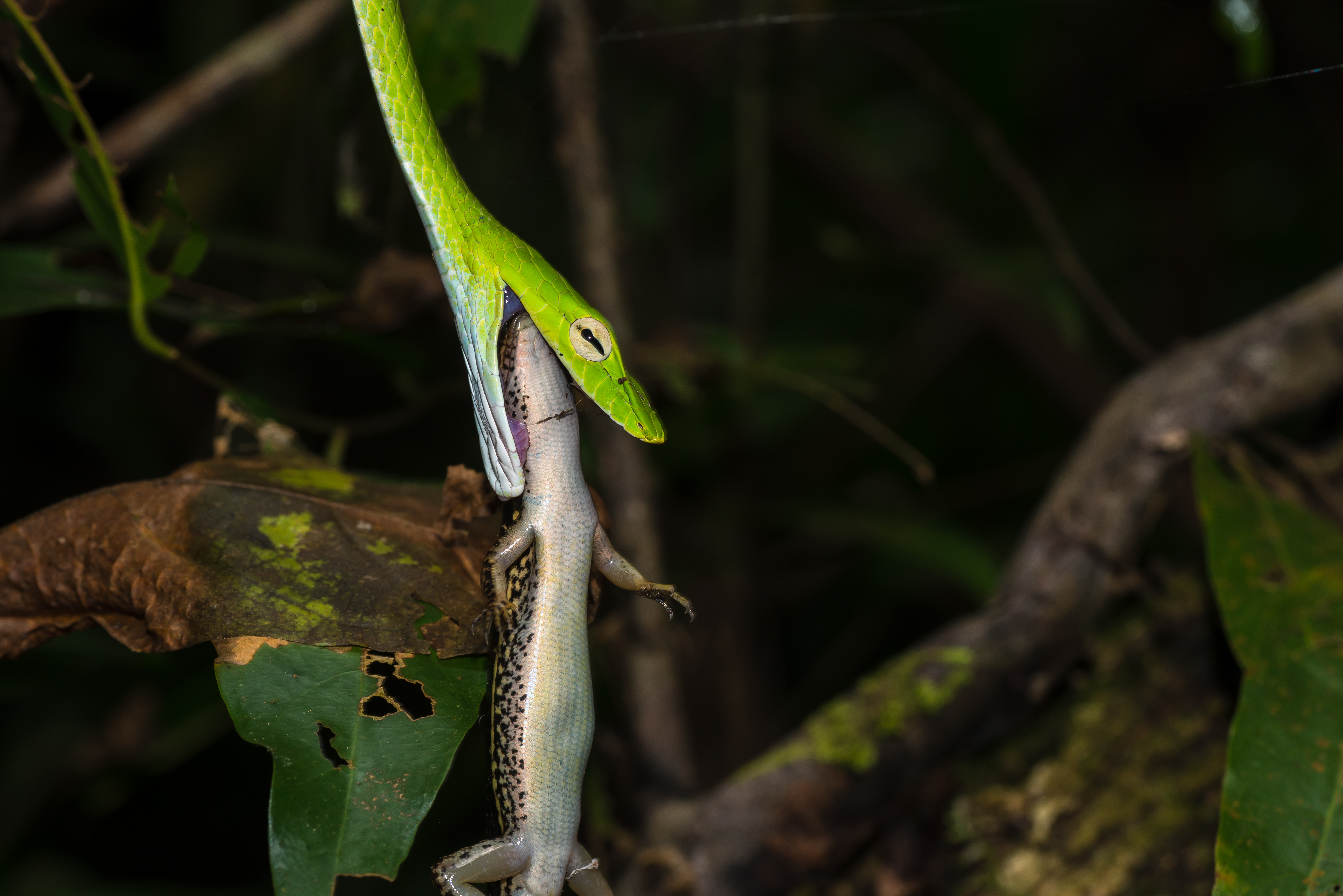
Serpent liane Ahaetulla prasina mangeant un Sphenomorphus maculatus, parc national de Sai Yok, Thaïlande

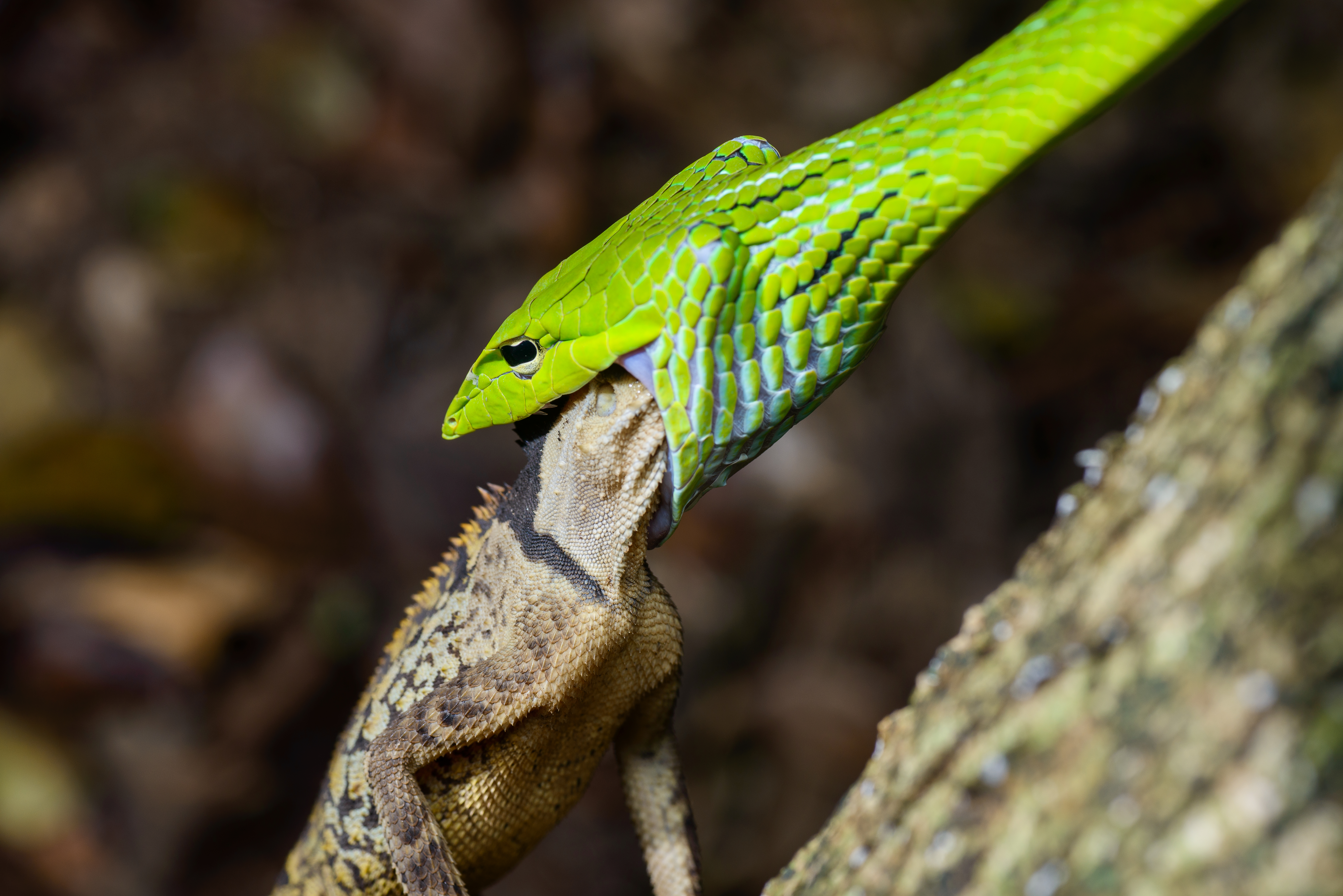
Serpent liane Ahaetulla prasina avalant un Acanthosaura crucigera, parc national de Kaeng Krachan, Thaïlande

Quand il chasse, il sort en permanence sa longue langue.
Quand il saisit une proie, il tente de lui planter le plus vite possible dans le corps ses crochets venimeux situés à l'arrière de sa mâchoire supérieure.
Il se nourrit de reptiles et d'amphibiens, en particulier de lézards et de grenouilles arboricoles.

## Reproduction
Il est ovovivipare.
La femelle Ahaetulla prasina pond non pas des œufs mais des petits serpents vivants qui, immédiatement, se mettent à grimper dans les branches des arbres.

## Liste des sous-espèces
Selon The Reptile Database (12 février 2014) :
- Ahaetulla prasina prasina (Boie, 1827)
- Ahaetulla prasina medioxima Lazell, 2002 - République populaire de Chine
- Ahaetulla prasina preocularis (Taylor, 1922) - Philippines
- Ahaetulla prasina suluensis Gaulke, 1994 - Philippines (archipel de Sulu)

## Publications originales
- (de) Boie, 1827 : Bemerkungen über Merrem's Versuch eines Systems der Amphibien, 1. Lieferung: Ophidier. Isis von Oken, Jena, vol. 20, p. 508-566 (texte intégral)
- (en) Taylor, 1922 : The Snakes of the Philippine Islands. Bureau of Science Manila pub, n. 16, p. 1-312 (texte intégral).
- (de) Gaulke, 1994 : Eine neue Unterart des Malaysischen Baumschnüfflers, Ahaetulla prasina suluensis n. subsp. (Reptilia: Serpentes: Colubridae). Senckenbergiana Biologica, vol. 73, no 1-2, p. 45-47.
- (en) Lazell, 2002 : The herpetofauna of Shek Kwu Chau, South Chinese Sea, with descriptions of two new colubrid snakes. Memoirs of The Hong Kong Natural History Society, vol. 25, p. 82  (ISBN 962-7001-25-2).

## Galerie

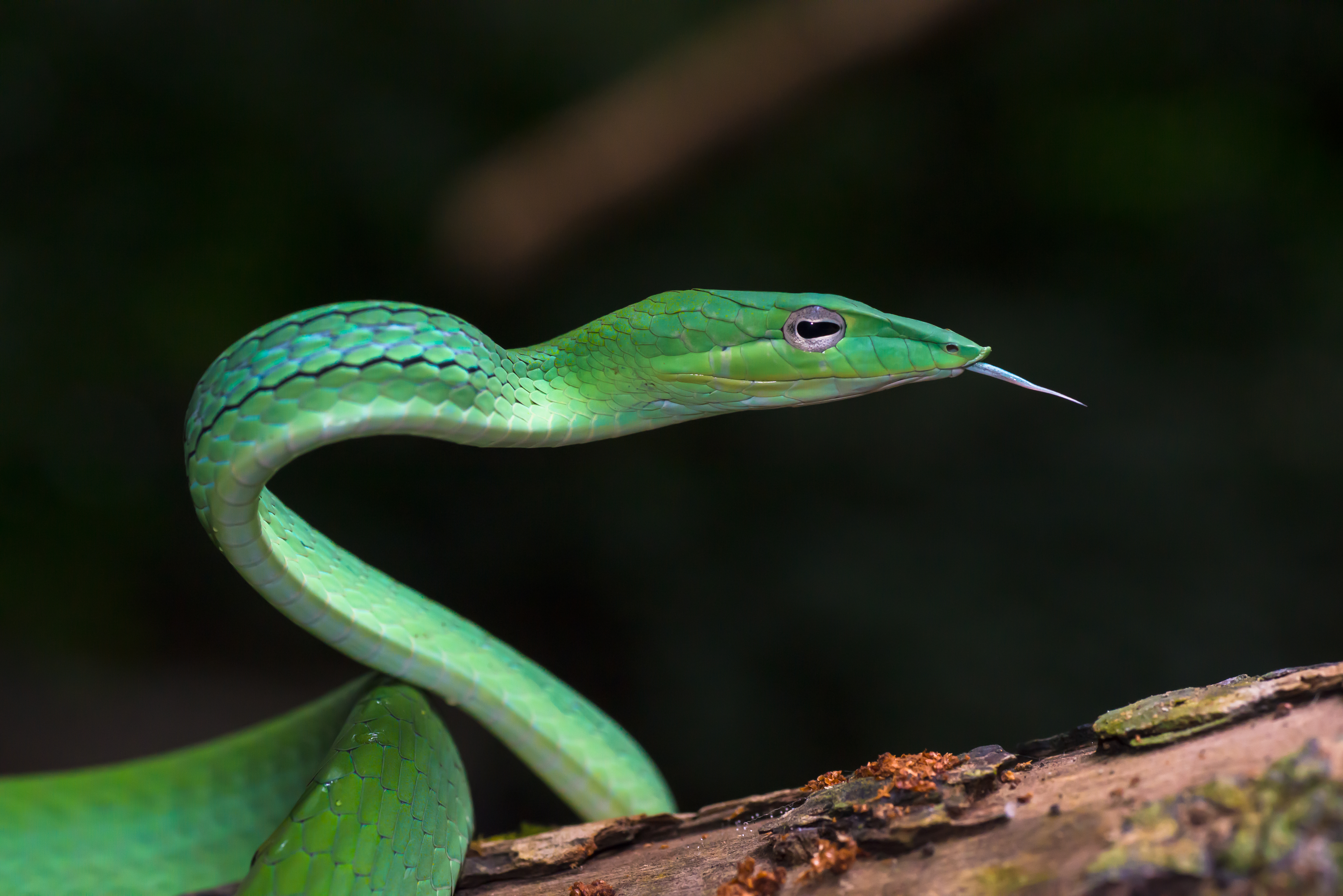
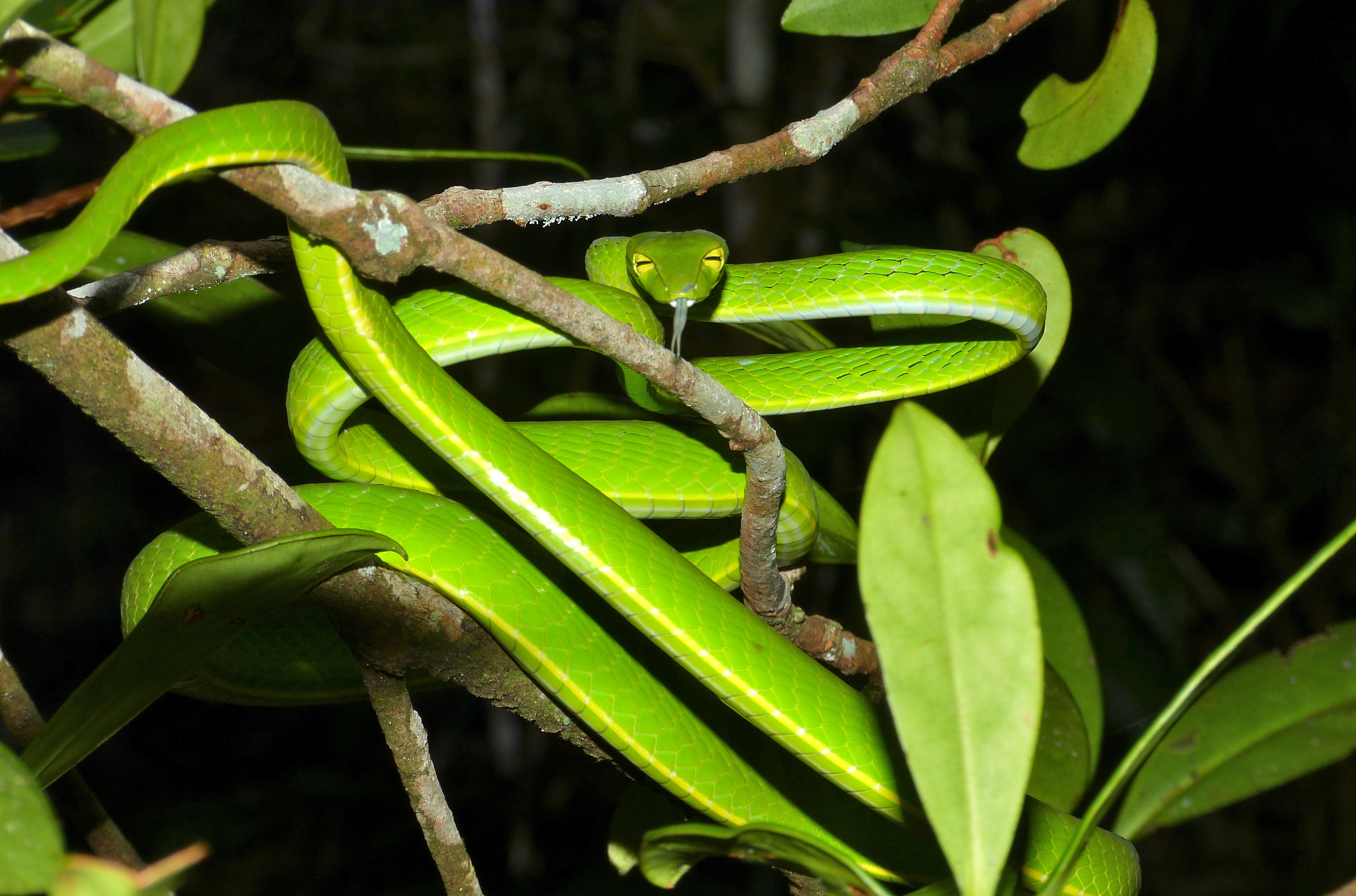
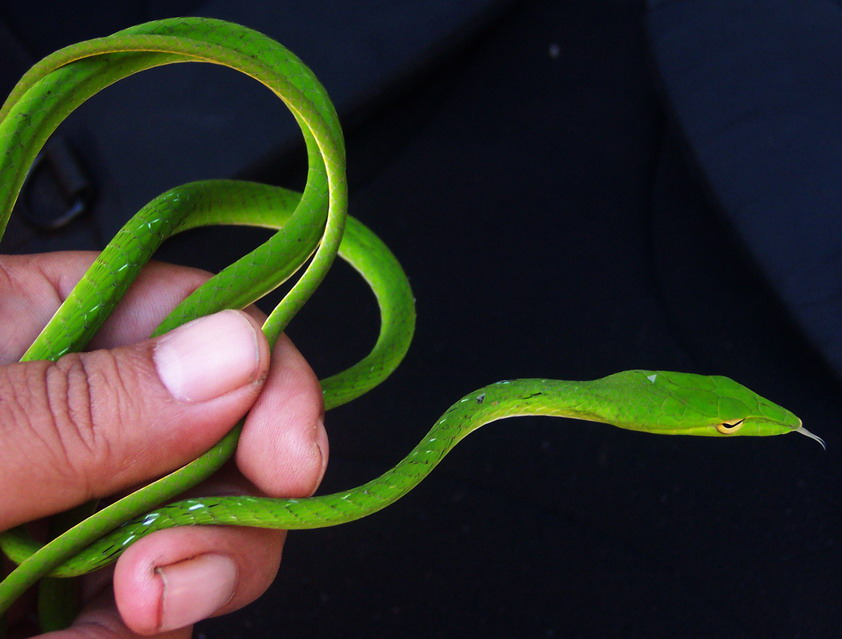
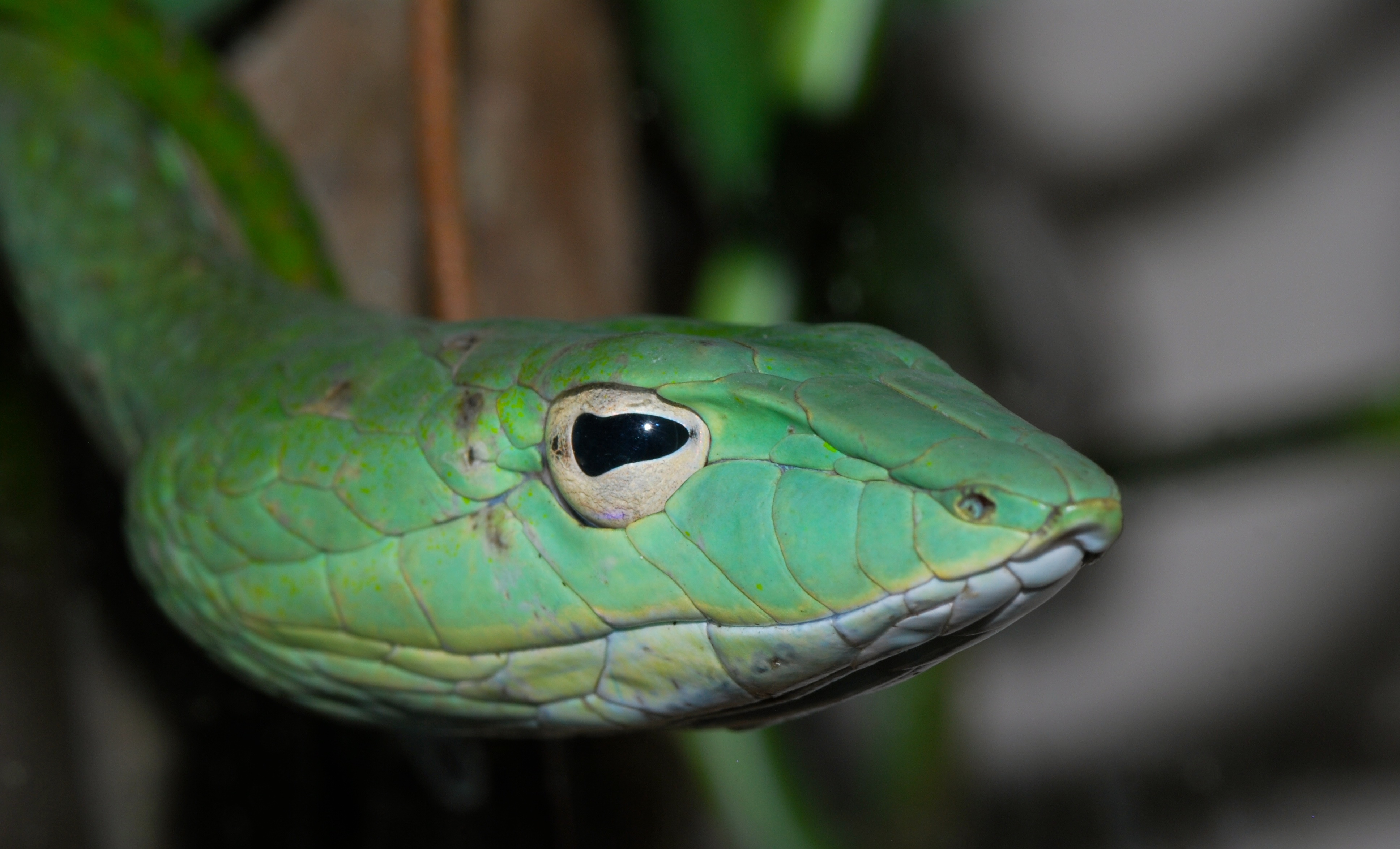
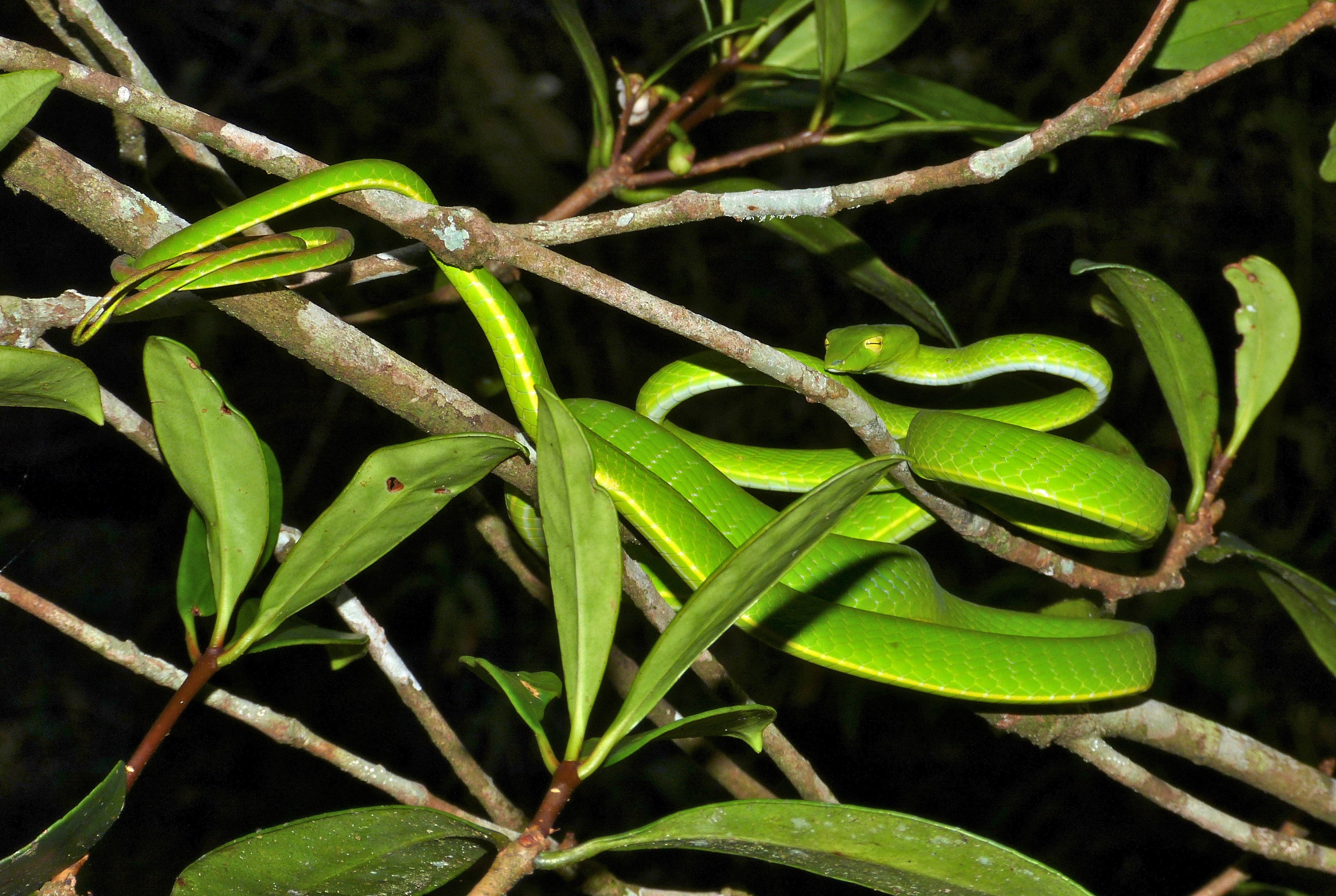
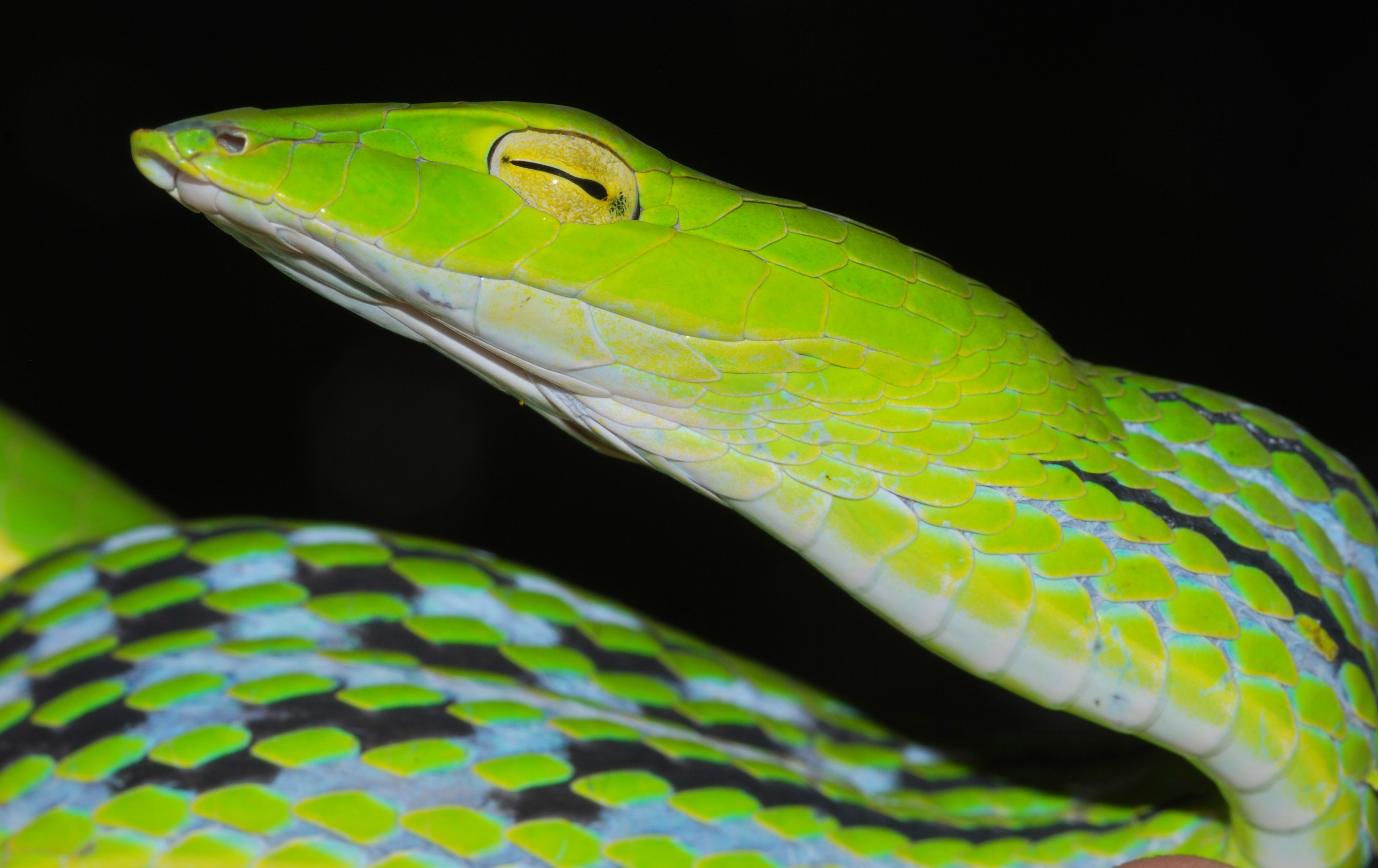